# 大魔界村
『大魔界村』（だいまかいむら、英題：Ghouls 'n Ghosts）は、カプコンが開発した1988年稼働のアーケード用横スクロールアクションゲーム。

## 概要
同社のアーケードゲーム『魔界村』（1985年）の続編。新武器の追加、武器の発射方向の上下方向の追加、魔法の鎧の装備による魔法の追加などが行われた。
「第3回ゲーメスト大賞」（1989年度）にて10位を獲得。のちに各種ホビーパソコンや家庭用ゲーム機などに移植された（#評価、#移植版）。

## ゲーム内容

### システム
4方向レバーと2つのボタンで操作する。アイテムの取得によって7種類の武器を選択でき、レバーと攻撃ボタンの組み合わせで上下左右4方向への攻撃が可能。
敵の攻撃を受けるとまとった鎧が剥げ、裸となる。裸の状態で攻撃を受けると1ミスとなり、残機を失う。黄金の鎧を着用中は、攻撃ボタンを一定時間長押しして離すことで、各武器固有の強力な魔法を使うことができる。
ループ式だった前作と異なり、2周エンド制となった。1周目のステージ5のボスであるベルゼブブを倒すと、エンディングメッセージにて最終ボスへの到達条件に関するヒントが表示され1周目のステージ1から再スタートとなる。2周目のステージ5でベルゼブブを倒し、条件（特定武器の所持）を満たしていれば、最終ボスであるルシファーとの対決が始まる。その戦いに勝利すればエンディングが流れゲームオーバーとなる。

### 武器
一部の武器名は、現在の名称 / 発売時の名称（メガドライブ版など初期の移植を含む）を併記。どちらもカプコン公式名称。
全ての魔法は発動から発動終了までアーサーの当たり判定が消失し、無敵状態となる。ジャンプ中にボタンを離しても着地後に魔法が発動するが、落下の瞬間などに発動させた場合は効果を維持しながら落下することがあり、オブジェクトの判定をすり抜けて突破できる局面が存在する（4面のトゲなどが代表的）。
槍 / ヤリ
初期装備。ランスを投擲して攻撃する。癖のない最も標準的な武器で、水平に真っすぐ飛ぶ。同時に2発まで放てる。後述の短剣に比べると、若干攻撃判定が大きいが、飛行速度は速くない。
魔法は「稲妻」。真上方向より落雷を受け止めた後、左右に放射する。発生時間は短いが一発の威力が高く、発生中は継続して敵にダメージを与えることができる（ただしヒット硬直があるため、基本的には1〜2発が限界となる）。当て方によってはボスを一撃で倒すことも可能。魔法発生中は無敵。
短剣 / ダガー
小型の短剣を投擲。同時に3発まで放つことができ、飛行速度が速い反面、攻撃判定が小さい。
魔法は「分身」。アーサーの動きをトレースする分身が一定時間現れ、攻撃力が2倍に増加する。本体と分身の動きには若干のタイムラグがある。発動の瞬間に無敵判定があるが、極めて短いため実用性は低い。
たいまつ / ナパーム
青い火の玉を放物線状に投擲。地面に着弾すると火柱が上がって前方に進み、敵を巻き込む。同時に2発まで放てる。火柱発生中は攻撃判定が出続けるが判定は大きくない上、2発分の火柱が上がっている最中は新たに投げることができない。
魔法は「火球」。2つの青い火の玉が、大きく回転しながら左右斜め上方向にそれぞれ飛んで行き、周囲の敵にダメージを与える。
イカルスの盾 / 円盤
緑色の円盤をフリスビーのように投擲。立ったまま撃つと水平に真っ直ぐ飛ぶが、しゃがんだ状態で撃つか上り坂に差し掛かると、地形に沿って進むようになる。同時に2発まで放てる。飛行速度は槍より速く短剣より遅い。上下撃ちは槍より判定が大きい半面、正面撃ちは下方向の判定が小さく槍で当たるが円盤で当たらない場面（オームの端弱点など）がある。
魔法は「鏡」。アーサーの少し手前に鏡が置かれ、敵の通常弾を防ぐことができる。地面に着かないと判定が発生しない。有効範囲が狭く時間制限で消える上、敵弾や自弾、自機や耐久力のある敵（通常武器2発分のダメージは与えられる）の体当たりでも破壊される。
大鎌 / オノ
斜め上30度の方向に、敵を貫通する斧を投擲。原則的に同時に1発までしか放てない。攻撃判定が大きく、一度に複数のザコ敵を処理しやすい一方、耐久力がある豚男などの突進には無力。軌道の都合上、宙に滞空するレッドアリーマーに対して有効だが、真正面・下り坂の敵やボス相手には当て難い。ベルゼバブには体を貫通する関係で複数回のダメージを与える。
魔法は「爆裂」。アーサーのまわりで2度巨大な爆発が起こり、触れた敵にダメージを与え、敵の通常弾を消すことができる。そのため緊急回避にはなるが、爆発の攻撃範囲は見た目より狭い。
ソード / 剣
手にした剣で斬りつける。全武器中唯一の近接武器であるため攻撃の間合いが非常に狭いが、通常武器の2倍の攻撃力があり正面撃ちは連打も利く。
横方向に対して剣を振って切りつけ、上下撃ちの際は突きを放つ。
魔法は「雷龍」。雷の龍が画面内を左右対称の軌道で飛び回った後、アーサーのもとに戻ってくる。発生中の隙が大きい。
なお、ステージ4のボス・オームは、弱点まで攻撃が届かないため剣の通常攻撃で撃破することは不可能。そのため、ステージ4ではアイテム出現テーブルから外されている。
サイコキャノン
大天使ミカエルに祝福された隠し武器で、オーラの弾を発射する。2周目にのみ登場。黄金の鎧を装着している時に宝箱から出現する。2連射できる。
発生が若干遅く、射程は若干短いが、破壊力と攻撃判定に優れる。
魔法はない。黄金→鎧→裸の順に射程、弾速が下がり、裸ではオームの中弱点に届き難くなる。黄金の鎧着用時のみ敵の通常弾を相殺できる。
雑魚敵に対しては貫通力を持つのも特徴。また、敵との距離が近い場合には、さらにダメージが増加する。
最終ボスのルシファーに対抗できる唯一の武器で、この武器を装備していなければ真の最終ステージに進むことはできない。

### アイテム
宝箱
特定の地点で特定のアクションを行うと出現する。壊すと「マジシャン」、「武器」、「鎧」（鎧装着時は黄金の鎧）のいずれかが出現する。
宝箱の中身には複数の出現パターンが存在し、装備の状態によって適宜、変化していく。
壷
壺を持った敵を倒すと武器、または各種アイテムが出現する。人形は得点アイテムで、200点と500点の2種類がある。
壺の中身は3つ出現させる毎に武器となり、1upアイテムは通算32個目の壺から出現する。
武器
各武器を装備する。上記を参照。
人形 / 赤ヨロイ・大きな赤ヨロイ
得点アイテム。2種類あり、小さいものは200点、大きいものは500点加算される。
鎧 / 銀の鎧
裸の状態で宝箱から出現し、装備していると敵から受けるダメージを1回防ぐ。US版のみ日本版より多く宝箱から出るのでリカバリーしやすくなっている。
黄金の鎧
通常の鎧の装着時に宝箱を開けると出現する。
耐久力は通常の鎧と同等だが、取得すると各武器毎の魔法を使えるようになる。裸の状態で取った場合は、普通の鎧になる。
1up人形
上述の通り通算32個目の壺から出現する。プレイヤー人数（アーサーの残機）が1つ増える。
鍵
ステージのボスを倒すと手に入る。これを取ることでステージクリアとなり、裸の場合は鍵を取ると同時に鎧が装着される。
ボスを倒してもスコアは加算されず、鍵を取ることで初めてステージクリアボーナスが加算される。
鍵を取るときにレバーを上方向に入れていると、“NICE CATCH!!”と表示される（2面を除く）。

## 設定

### ストーリー
『魔界村』での戦いから3年後。満月の夜に、大魔王ルシファー率いる魔族の大群が現れ、地上を大混乱に陥れる。そして騎士アーサーの目の前でプリンセスは命を絶たれ、ルシファーに魂を奪われる。プリンセスの魂を救い、世界に平和を取り戻すため、アーサーは再び武器を手に取り蘇った魔界へと向かうのであった。

### ステージ
ステージ1 処刑場〜人喰い丘 / 湖上の浮島
前半は刑場。死神やハゲワシなどが登場。ギロチンが至る所に備え付けられており、これらは自動で昇降している。ギロチンは3種類あり、最後の巨大ギロチンは昇降のタイミングとスピードが最も遅い。
後半は人食い丘。雨が降り、背景の樹が揺れるなか、カマイタチが飛んでくる。奥に進むと小高い丘が隆起しており、坂を昇っていく道中でオークマンや怪根、食人花が待ち構える。
BOSS - シールダー
邪神像に偽装した巨大な一つ目鬼。自分の頭を外して右手に取り付け、口から弾を吐いて襲いかかってくる。弱点の頭以外は鎧で覆われており攻撃を受け付けない。ステージ5では頭を持った腕が壁から生えた部屋で戦うことになる。雑魚敵扱いではあるが、左右の壁に出現する個体を残らず倒さないと次のルートへ進むことはできない。
ステージ2 腐食した村〜火炎の村 / 火炎の町
前半は腐食の村。魔物に滅ぼされた風車の村であり、破壊され青い肉腫に浸食された建物が並ぶ無惨な背景を進むことになる。
岩亀やオニカゲロウが登場。アリジゴクの巣の上に架かる吊り橋を渡り、崩れ落ちた風車の燃え盛る回転羽を避けて進む。その先の広場にうずたかく積み上げられた犠牲者の頭蓋骨の山の中にレッドアリーマーキングが待ち構えている。
後半は燃え上がる村。地震によって地面が陥没・隆起し、さらに火柱からファイヤーバットが襲いかかる。
BOSS - ケルベロス
巨大な炎の魔獣。飛び掛かってくるほか、頭上から大量に炎を降らせ（攻撃を当てることで打ち消すことが可能）攻撃してくる。
ステージ3 ランクル男爵の塔〜魔像 / 奇顔山
前半はランクル男爵の塔。上昇するエレベーター上での戦いで、強制的上スクロール面となる。フライングゴブリンや鎧泥男が登場。地形に潰されると装備にかかわらず強制的にミスとなる。
後半は悪魔をかたどった像が林立する魔像地帯。像が口から出し入れする舌を足場に進んで行く。敵との戦いよりも、トリッキーな地形をうまく乗り越えて行くことが重要。空を飛んでくる雑魚によってジャンプのタイミングが狂わされやすく、少しでも気を抜くと巨像に食べられる。
BOSS - ガスト
目玉を核に雲が寄り集まって出来た霧状の怪物。時折、雷雲をまとった無敵状態の姿で突進攻撃を繰り出す。ステージ5では小型化して雑魚扱いで登場する。目が弱点。
ステージ4 エメラルドの森 / クリスタルの森〜腐海
前半はエメラルドの森。巨大な骨やエメラルドが背景に見える。背景のエメラルドはダメージ障害物となっており、触れるとダメージを受ける。ザコ敵として死神やタワーモンスターなどが登場。
後半は腐海で、地底に下ってゆく。滑る地面が斜めに傾いており（その先にはエメラルドの天井によるトラップもある）、最後は巨大な植物の上などを渡って移動する。一撃死のトラップや敵が多い。
BOSS - オーム
腐海に生息する非常に巨大な芋虫。背中の上での戦闘で、一切動かない代わりに幼虫や腸虫を体内から繰り出し、体の側部にはみ出している弱点の5つの心臓を守らせている。
ステージ5 大魔王の城 / 魔王の城
ルシファーの居城。前半は対レッドアリーマー4連戦がメイン。
後半はボスラッシュ。前作の最終ボスだったアスタロトをはじめ、かつてボスだったシールダーとガストが、姿を変えて大挙して登場する。
2周目のクリア時にサイコキャノンを入手していない場合、ステージ5の冒頭からやり直しとなる。
BOSS - ベルゼバブ
巨大な蝿の王。弾を放ち攻撃してくるほか、無数の蝿に分裂して体当たり仕掛けてくる。分裂時は無敵だが、攻撃を当て続けることで体当たりの軌道を逸らすことが可能。
最終ステージ 大魔王の部屋
BOSS - ルシファー
新たな魔界に君臨する大魔王。玉座に座ったままの堂々たる姿でアーサーを待ち構え、両手の先からビームを発射する他、足で踏みつけ攻撃を繰り出す。
ビーム攻撃には床を崩す効果があり、攻撃が繰り返されるほど足場が悪くなっていく。また、踏みつけ攻撃を食らうと、鎧を着ていても一発で1ミスになる。
ステージ5のクリア時点で最強の武器を入手していないと戦うことはできない。

## 敵キャラクター
死神
ステージ1、4に登場する。魔界の先兵で、死者の魂を運ぶことを生業とする黒いローブをまとった骸骨の魔物。
地面の下や草陰や物陰から姿を現した後、歩きながら画面外に去っていき、壁などの障害物にぶつかると地中に姿を消す。また移動中に接近すると鎌を振って攻撃してくる。
特徴自体は前作のゾンビとほぼ同じで移動速度も同じく速いが、そちらと比較して動作がややトリッキーで、物陰から周囲を覗き見るように現れたり高所で出現しそのまま地面に飛び降りるなどの変則的な動作で不意に出現してくる。
ハゲタカ
ステージ1のみ登場。スタート地点の付近のギロチン台の上に数羽ほど留まってる他、ギロチン地帯の終わりに生えている大木に群れており、アーサーが近づくと飛び掛かってくる。
食人花
ステージ1のみ登場。ドクロを3方向に吐き出してくる花の怪物。エリア前半では位置が固定だが、後半では左右に動き回りながら弾をはいてくる。
カマイタチ
ステージ1のみ登場。両手が刃物になっている小さな獣。エリア後半で暴風と小さな竜巻状に回転しながら画面左へ飛んでいく。時折、停止して姿を現した後、再び飛んでいく。回転中は倒すことができない。
怪根
ステージ1のみ登場。地面から飛び出して襲い掛かる根の怪物。赤色の節の部分が弱点でそれ以外の部分では攻撃を受け付けず、倒しても無限に復活する。
オークマン
ステージ1、5に登場する。三つ又の槍を携えた豚の亜人。前作の大男に相当するキャラクターで、ステージ後半の崖の階層になっている段上に複数で徘徊し、アーサーが真下を通過した際に消化液を吐いて攻撃し、真横から接近すると大ジャンプ後に突進してくる。
岩亀
ステージ2のみ登場。甲羅が人面岩でできている亀。体を甲羅にひっこめた状態で弾みながら画面左側へと横切っていき、時折着地して顔とて足を出して歩き、紫色の弾を吐き出して攻撃してくる。顔と手足が出ているときしか倒せない。
オニカゲロウ
ステージ2、3、5に登場する。空中を浮遊する虫の怪物。
アリジコク
ステージ2のみ登場。オニカゲロウの幼生態だが、破壊不可。壊れた家屋の下に巣を張っており、アーサーが巣に接近すると追いかけてくる。巣の中央に落ちてしまうと鎧の状態に関わらず引きずり込まれて即死となる。
レッドアリーマーキング
ステージ2、5に登場する。その名の通り前作の個体よりも上位にあたり、鎧を身に着け、尻尾があり頭部には一本の角が生えている。前作と同じく体当たりや弾を吐いてくる他、小悪魔ブルーキラー3体を召喚し放ってくる攻撃が追加されている。
ステージ2では燃え盛る風車地帯を越えた先に広がる頭蓋骨の山の上に鎮座して待ち受けており、アーサーめがけてドクロを投げつけてくる。
ファイアーバット
ステージ2のみ登場。魔力で生み出された炎のコウモリ。炎柱と共に出現し体当たりしてくる。
グリーンモンスター
ステージ2のみ登場。前作から続投した怪物。ケルベロスによって炎上する建物の廃墟に発生し、目玉をはいて攻撃してくる。
フライングゴブリン
ステージ3、5に登場する。羽を生やした小さな悪魔。細かく飛び回って邪魔してくる他、石を落としてくる個体もいる。
鎧泥男
ステージ3のみ登場。鎧に潜み、剣で攻撃してくる泥の怪物。塔内の天井に張り付いている個体と壁に張り付いている個体がおり、エレベーターの床に接触すると這って近づいてくる。また後者は剣でこちらの攻撃を防ぐ特性を持つ。
ビボルダー
ステージ3のみ登場。エレベーターの停止位置付近で浮遊している球状の魔物。
タワーモンスター
ステージ4のみ登場。前作から続投した石柱状の魔物。近づくと顔を浮き出し、クリスタルの弾を口からはいて攻撃する。
ヌプヌプ
ステージ4のみ登場。エメラルドの森に生息しており、地面から出現する触手に似た姿の怪物。近寄ると出現して弱点となっている先端から弾を撃つ。
マッドハンド
ステージ4後半の坂道に生息する掌の形をした魔物。普段は弾を撃つが、アーサーが接近すると握り潰し、鎧の有無にかかわらず即死に追い込む。
ミノスネーク
ステージ4のみ登場。地面を這う小型の芋虫のような怪物。
ダストモンスター
ステージ4のみ登場。食虫植物が群生する地帯の壁面に生えている蛇状の魔物。食虫植物の触手に乗って降下中のアーサーをめがけて弾を吐いてくる。
スカルドラゴン
ステージ5のみ登場。自律して動く小型の龍の骸骨。常に浮遊しており、頭部が弱点。
アスタロト
ステージ5のみ登場。新たなる魔界の主によって甦らされたかつての大魔王。弱点が腹部から頭部に変更されており、腹部から吐き出す炎が帯状になっている。
マジシャン
タキシードとシルクハットとマントを身に着けた謎の怪人。前作と同じく、魔界の魔族とは異なる謎の敵。アーサーの姿を変える魔法を放ち、その瞬間にしか攻撃が通用しない。今作では必ず1つ目の宝箱から出現する。
魔法に当たると一定時間アヒル（鎧装着時）もしくは老人（裸時）に変身させられる。アヒルに変えられると攻撃はできなくなる。老人に変えられると攻撃はできるものの、攻撃や移動のスピードが遅くなる。

## 移植版
| No. | タイトル                                                               | 発売日                                        | 対応機種                                                                        | 開発元                      | 発売元                      | メディア                                                               | 型式                             | 売上本数・備考 |
| --- | ---------------------------------------------------------------------- | --------------------------------------------- | ------------------------------------------------------------------------------- | --------------------------- | --------------------------- | ---------------------------------------------------------------------- | -------------------------------- | --- |
| 1   | Ghouls 'n Ghosts                                                       | 1989年7月 PAL 1990年8月19日                   | Amiga Amstrad CPC Atari ST コモドール64 ZX Spectrum                             | Software Creations          | U.S. Gold                   | フロッピーディスク カセットテープ                                      | -                                | |
| 2   | 大魔界村                                                               | 1989年8月3日 1989年9月 1990年11月30日         | メガドライブ                                                                    | セガ研究開発第二号 カプコン | セガ                        | 5メガビットロムカセット                                                | G-4013                           | |
| 3   | Ghouls'n Ghosts                                                        | 1990年3月 1991年4月                           | セガ・マスターシステム                                                          | セガ研究開発第二号          | セガ                        | 2メガビットロムカセット                                                | 7055                             | 日本未発売 |
| 4   | 大魔界村                                                               | 1990年7月27日                                 | PCエンジンスーパーグラフィックス                                                | アルファ・システム ダイス   | NECアベニュー               | 8メガビットHuCARD                                                      | NAPH-1008                        | |
| 5   | 大魔界村                                                               | 1994年4月                                     | X68000                                                                          | カプコン                    | カプコン                    | 5インチ2HDフロッピーディスク2枚組                                      |                                  | |
| 6   | カプコンジェネレーション第2集 〜魔界と騎士〜                           | 1998年9月23日                                 | セガサターン PlayStation                                                        | カプコン                    | カプコン                    | CD-ROM                                                                 | SS:T-1233G PS:SLPS-01585         | アーケード版の移植。詳細は後述 |
| 7   | カプコンジェネレーション第2集 〜魔界と騎士〜 （カプコレ）              | 2001年3月15日                                 | PlayStation                                                                     | カプコン                    | カプコン                    | CD-ROM                                                                 | SLPM-86778                       | 廉価版 |
| 8   | 大魔界村                                                               | （前編） 2004年12月6日 （後編） 2005年1月11日 | FOMA900/901iシリーズ （iアプリ）                                                | カプコン                    | カプコン                    | ダウンロード （クラブ☆カプコン）                                       |                                  | |
| 9   | カプコン レトロゲーム コレクションVol.2                                | 2005年3月30日                                 | PlayStation                                                                     | カプコン                    | カプコン                    | CD-ROM                                                                 |                                  | 攻略本とセットで発売 |
| 10  | メガドライブ プレイTV3                                                 | 2005年4月2日                                  | メガドライブ プレイTV                                                           | セガ                        | セガ                        | プリインストール                                                       |                                  | ジェネシス版（英語版）の『Ghouls 'n Ghosts』を収録。 本作とメガドライブ版（日本語版）の『ストリートファイターIIダッシュプラス』を本体にあらかじめ収録。 |
| 11  | 大魔界村                                                               | 2005年11月10日                                | BREW対応端末 （EZアプリ）                                                       | カプコン                    | カプコン                    | ダウンロード                                                           | -                                | |
| 12  | カプコン クラシックス コレクション                                     | 2006年3月2日                                  | PlayStation 2 Xbox                                                              | カプコン                    | カプコン                    | DVD-ROM                                                                | SLPM-66317 SLUS-21316 SLES-53661 | |
| 13  | カプコン クラシックス コレクション Capcom Classics Collection Reloaded | 2006年9月7日                                  | PlayStation Portable                                                            | カプコン                    | カプコン                    | UMD                                                                    | ULJM-05104 ULUS-10134 ULES-00377 | |
| 14  | 大魔界村                                                               | 2007年7月31日                                 | Wii （バーチャルコンソール）                                                    | セガ                        | セガ                        | ダウンロード                                                           |                                  | メガドライブ版の移植。 2019年1月31日配信・販売終了 |
| 15  | 大魔界村                                                               | 2007年11月1日                                 | FOMA703、704 903、904シリーズ専用 （iアプリ） 3Gケータイ対応 （Yahoo!ケータイ） | カプコン                    | カプコン                    | ダウンロード （カプコンパーティ（i）） （とりきり★カプコン（Yahoo!）） |                                  | |
| 16  | 大魔界村                                                               | 2009年2月3日                                  | Wii （バーチャルコンソール）                                                    | アルファ・システム          | カプコン                    | ダウンロード                                                           |                                  | PCエンジンスーパーグラフィックス版の移植。 2019年1月31日配信・販売終了                                                                                  |
| 17  | 大魔界村                                                               | 2010年8月18日                                 | PlayStation 3 PlayStation Portable (PlayStation Network)                        | ハドソン                    | ハドソン                    | ダウンロード （ゲームアーカイブス）                                    |                                  | PCエンジンスーパーグラフィックス版の移植 |
| 18  | カプコンアーケード                                                     | 2010年11月4日                                 | iOS                                                                             | カプコン                    | カプコン                    | ダウンロード                                                           |                                  | アーケード版の移植 |
| 19  | 大魔界村 Ghouls 'n Ghosts                                              | INT 2019年9月19日                             | メガドライブ ミニ                                                               | エムツー ※ 移植開発元       | セガゲームス ※ 本体の発売元 | プリインストール                                                       | - HAA-2520 - MK-16000            | メガドライブ版の移植。 プリインストールされる42作品のうちの一つ                                                                                         |
| 20  | 大魔界村                                                               | 2020年3月19日                                 | PCエンジン mini TurboGrafx-16 mini PC Engine CoreGrafx mini                     | エムツー ※ 移植開発担当     | KDE ※ 本体の発売元          | プリインストール                                                       | -                                | PCエンジンスーパーグラフイック版の移植 本作の他に約50本を本体にあらかじめ収録                                                                           |
| 21  | カプコンアーケードスタジアム                                           | INT 2021年2月18日                             | Nintendo Switch                                                                 |                             | カプコン                    | ダウンロード                                                           | -                                | アーケード版の移植 |
| 22  | カプコンアーケードスタジアム                                           | INT 2021年5月25日                             | PlayStation 4 Xbox One PC(Steam)                                                |                             | カプコン                    | ダウンロード                                                           | -                                | アーケード版の移植 |
| 23  | セガ メガドライブ for Nintendo Switch Online                           | 2023年6月28日 2023年6月27日                   | Nintendo Switch                                                                 | 任天堂 エムツー             | 任天堂                      | ダウンロード                                                           | -                                | メガドライブ版の移植 |

メガドライブ版
- 当時セガに在籍していた中裕司による移植。家庭用ハードへの移植としては本作が初である。ただROM容量の関係でアーケード版とは異なる部分もあり、キャラクターや背景の描き込み、ボス登場時のキャラパターンと演出、一部多重スクロールなどの簡略化、オープニングデモとスコアランキングとネームエントリーなどが省略されている。
- 裏技でステージセレクトや難易度をPRACTICE / PROFESSIONALの2種類から選択できる。
- 上記の通りオープニングデモが省略され、スコアランキング、ネームエントリーも無くなっているが、これらのBGMは収録されておりタイトルやオプション画面で流れるようになっている。
- メガドライブ版はアーケード版とCPUが同じであり、かなりコンバートに近い作りだが、それゆえにアドレスの違いなどもあって、細かいバグは正しく移植されていない。
- 当時、ゲームショーで本作の素晴らしさを見たショックから中裕司がメガドライブへの移植を熱望して、わずか5か月で製作したという。また、本作移植の際にカプコンから提供されたプログラム技術を用いて、後の代表作となる『ソニック・ザ・ヘッジホッグ』を制作しており、「カプコンさんには頭が上がりません」と語っている。当初は4メガビットROMでの発売予定だったが、どうしても容量的に入らず中が会社に懇願して1メガビットを追加してもらった。このため、当時の家庭用ハードのROMカセットとしては中途半端な「5メガビットROM」で発売された。
- パッケージイラストは開田裕治が手がけた。
- 2019年9月19日にはセガゲームスが自ら手掛けリリースされる復刻系ゲーム機・メガドライブ ミニにプリインストール（本体にあらかじめインストール）される42作品の一つとして収録された。

セガ・マスターシステム版
- 日本国外のみで発売。魔法が消費式（回数制限がある）、宝箱を壊すとゲートが現れ中に入ると老人からアイテムが貰える、などの違いがある。

PCエンジンスーパーグラフィックス版
- アルファ・システムによる移植。当時の他機種版よりも容量の多い8メガビットROMの採用により、他機種版では省略されていた背景の描き込みや演出、バックグラウンド面2枚使った2重スクロール、プログラマブルなスプライト・サイズを駆使した多彩なオブジェクトのパターンや大きさがAC版準拠になり、ゲーム開始時のデモも再現された。ただ、スコアや魔法ゲージなどの画面レイアウトの変更と3面の多重スクロール演出の省略などもある。
- 当時製作に携わっていた岩崎啓眞によると、移植の際にはオリジナル版を徹底的に解析し、細かなバグや仕様も再現されており、パレットの数がメガドライブより圧倒的に多くかつVRAM量が2倍で、そして8メガの大容量であること、さらにメガドライブ版がアーケードからのコンバートの都合でできなかったことを実現できたなどを理由に、「音を除いてPCエンジンスーパーグラフィックス版が決定版である」と語っている。
- 裏技でクレジットの増加や難易度をNORMAL / EASY 1 / EASY 2 / VERY EASY / DIFFICULT 1 / DIFFICULT 2 / DIFFICULT 3 / VERY DIFFICULTの8種類から選択できる。
- パッケージイラストは安彦良和が手がけた。
- 2020年3月19日にはコナミデジタルエンタテインメントがリリースする復刻系ゲーム機・PCエンジン miniにプリインストールされる58作品の一つとして収録される（外見は初代PCエンジンを模しているが、スーパーグラフィックス版ソフトから本作とオルディネスが選ばれた）。

X68000版
- カプコンより発売。アーケード版をほぼ忠実に移植している。

セガサターン・PlayStation版
- 『カプコンジェネレーション第2集 〜魔界と騎士〜』に同シリーズの『魔界村』『超魔界村』と共に収録。

PlayStation 2
- 『カプコンジェネレーション』収録作品+αをまとめた『カプコン クラシックス コレクション』に収録。『大魔界村』は画面が暗いという不具合があり、カプコン側は修正版の交換に応じている。後に発売されたベスト版では修正済み。

メガドライブプレイTV版
- ジェネシス版の『Ghouls 'n Ghosts』を収録。

PlayStation Portable版
- PlayStation 2用『カプコン クラシックス コレクション』を含む19タイトル収録。

Wii（バーチャルコンソール）版
- Wiiのバーチャルコンソールにて上記のメガドライブ版とPCエンジンスーパーグラフィックス版を配信していた。現在はサービス終了につきDL不可。

PlayStation 3、PlayStation Portable版
- ダウンロード販売サービスのゲームアーカイブスにてPCエンジンスーパーグラフィックス版を配信。

iOS版
- iPhone/iPod touch向けアプリ『カプコンアーケード』にアーケード版が収録されている。また、残機増加や鎧の耐久力向上などのスペシャルアイテムを、追加パックで115円で購入可能など、時代や供給ハードに合わせた仕様が盛り込まれた。

## スタッフ
アーケード版
- ゲーム・デザイナー：藤原得郎、吉本伸一、山本尚司
- プログラマー：小池ひろし、篠原雅嗣、上山真一、菅原のぶやす
- サウンド・コンポーザー：河本圭代

メガドライブ版
- プログラム：中裕司
- グラフィック：吉田徹
- サウンド：沼田出穂
- カバーイラスト：開田裕治

PCエンジンスーパーグラフィックス版
- デザイン：市沢保弘、桑原元司、松田泰一、岡田寿夫
- サウンド：滝本利昭、星恵太
- プログラム：藪芳昭、F.K.、長谷川浩

## 関連商品
CD
- 『大魔界村 G.S.M. CAPCOM 1』ポニーキャニオン、1989年1月11日発売。アルフ・ライラ・ワ・ライラによるサウンドトラック。

## 評価
アーケード版
ゲーム雑誌『ゲーメスト』の企画「第3回ゲーメスト大賞」（1989年度）で、読者投票により大賞10位を獲得している。その他に、ベストアクション賞で6位、ベスト演出賞で9位、ベストグラフィック賞で2位、プレイヤー人気で3位、年間ヒットゲームで7位、ベストキャラクター賞では本作の主人公アーサーが15位を獲得している。また、1991年にそれまで稼働していたアーケードゲーム全てを対象に行われたゲーメスト読者の人気投票によるゲーメストムック『ザ・ベストゲーム』では45位を獲得した。
メガドライブ版
ゲーム誌『ファミコン通信』の「クロスレビュー」では合計で31点（満40点）でシルバー殿堂入りを獲得、ゲーム誌『メガドライブFAN』の読者投票による「ゲーム通信簿」での評価は以下の通り21.99点（満30点）。
| 項目 | キャラクタ | 音楽 | 操作性 | 熱中度 | お買得度 | オリジナリティ | 総合  |
| 得点 | 3.81       | 3.88 | 3.36   | 3.83   | 3.68     | 3.43           | 21.99 |
PCエンジンスーパーグラフィックス版
ゲーム誌『ファミコン通信』の「クロスレビュー」では7・7・8・8の合計32点（満40点）でゴールド殿堂入りを獲得、『月刊PCエンジン』では90・90・90・90・90の平均90点、『マル勝PCエンジン』では9・8・9・7の合計33点（満40点）、『PC Engine FAN』の読者投票による「ゲーム通信簿」での評価は以下の通り23.11点（満30点）。この得点はPCエンジン全ソフトの中で80位（485本中、1993年時点）。
| 項目 | キャラクタ | 音楽 | 操作性 | 熱中度 | お買得度 | オリジナリティ | 総合  |
| 得点 | 4.23       | 4.13 | 3.81   | 4.15   | 2.94     | 3.86           | 23.11 |